# Schalchen, Zürich
Schalchen är en ort i kommunen Wildberg i kantonen Zürich, Schweiz. 